# カイネウス

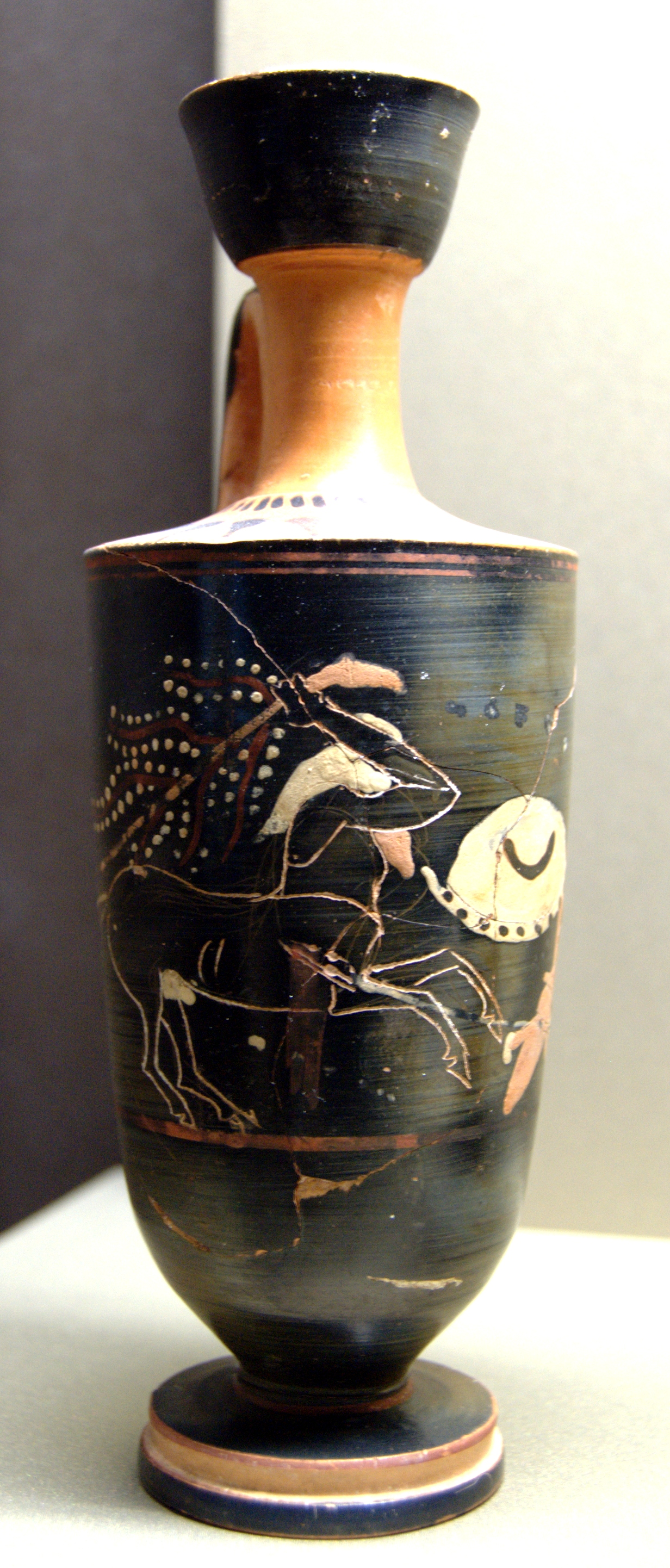
ケンタウロスは生木を棍棒代わりにして振りかぶっている。

カイネウス（古希: Καινεύς, Kaineus, ラテン語: Caeneus）は、ギリシア神話に登場する人物で、テッサリアー地方のラピテース族の王である。主にエラトスの子とされるが、コローノス、あるいはアトラクスの子とする説もある。アルゴナウタイの1人であるコローノスの父で、トロイア戦争に参加したレオンテウスの祖父にあたる。
もともとはカイニス（古希: Καινίς , Kainis, ラテン語: Caenis）という名前の女性だったが、性転換によって男性になったとされる。加えて、男となったカイネウスは不死身の肉体を持っていた。
オトリュス山に住み、カリュドーンの猪狩りや、一説にはアルゴー船の冒険にも参加したといわれる。

## 神話

### 変身譚

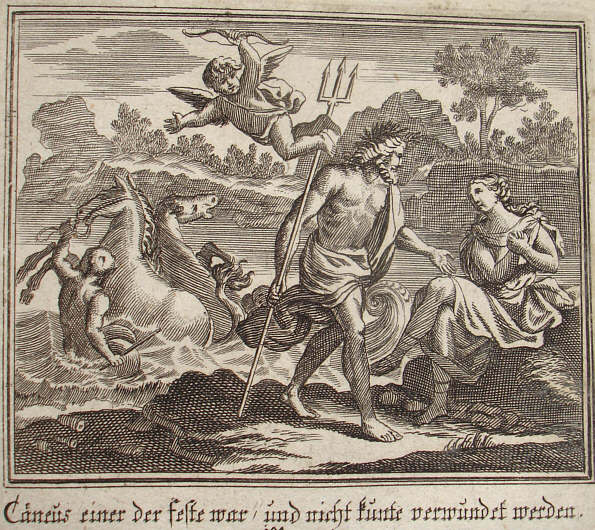
ポセイドーンの求愛を受けるカイニス。ヨハン・ウルリッヒ・クラウスによる1690年版『変身物語』12巻への挿絵。

オウィディウスの『変身物語』によれば、カイニスはテッサリアーで最も美しい乙女で、多くの求婚者がいたが、どんな男が現れてもカイニスは夫に選ばなかった。あるときカイニスが海岸を歩いていると、海神ポセイドーンが現れ、彼女を強姦した。ポセイドーンが償いとして願いを何でもかなえると言ったところ、カイニスはこんな酷いことが2度とないように男に変えてほしいと願った。そこでポセイドーンはカイニスを不死身の身体をもつ男に変えた。
別の伝説によると、ポセイドーンは強姦ではなく、カイニスから合意を得ることができたとされる。カイニスはポセイドーンの求愛に応える代わりに、決して傷つかない不死身の男に変えてくれることを願った。ポセイドーンはこの願いを聞き入れ、カイニスを不死身の男に変えた。

### 涜神的行為
男になったカイニスはカイネウス（カイニスの男性形）と名前を改めた。そしてラピテース族の王となり、ケンタウロス族と幾度となく戦った。ところがカイネウスは神々を冒涜するようになった。アクーシラーオスによると街の広場に1本の槍を立て、その槍を新たな神として神々の列に加えることを人々に命じた。この行為は神々の反発を招き、特にゼウスはカイネウスの行為に恐怖した。そこでゼウスはケンタウロス族をけしかけた。ケンタウロス族はカイネウスを大地の中に打ち込み、さらにその上に岩を置いて死に至らしめた。

### カイネウスの最期
このカイネウスの死を、『変身物語』はラピテース族の王ペイリトオスとヒッポダメイアの結婚式の最中のことだったとしている。2人の結婚式にはテーセウスなどの英雄や、他のラピテース族、そしてケンタウロス族が招待された。当然、カイネウスの姿もその中にあった。ところがケンタウロス族は酒で酔っ払い、欲情して花嫁やその他の女性達を奪おうとしたため、会場は大混乱となった。カイネウスは英雄達とともにケンタウロス族と戦ったが、ケンタウロス達はカイネウスに罵声を浴びせた上、女が男の振りをしている、武器など持たず糸巻棒でも握っていろ、などと侮辱した。そして、カイネウスは槍も剣も効かない不死身の体であるため、その上に大木を幾重にも積み上げて閉じ込めた。その場にいた預言者モプソスによると、大木の山の中から金色の鳥が飛び出して天に昇ったが、それはカイネウスの変身した姿だという。
アポロドーロスはアクーシラーオス同様に、カイネウスを取り囲み、樅の大木でカイネウスを何度も打ちつけ、地面に埋め込んで窒息死させたとしている。混乱が収まった後、カイネウスを埋葬しようとすると、カイネウスの身体は女に戻っていたという説もある。
ヒュギーヌスによるとカイネウスは自殺した。
なお、前7世紀頃のコリントスの僭主キュプセロスは、カイネウスの後裔という。

## ギャラリー

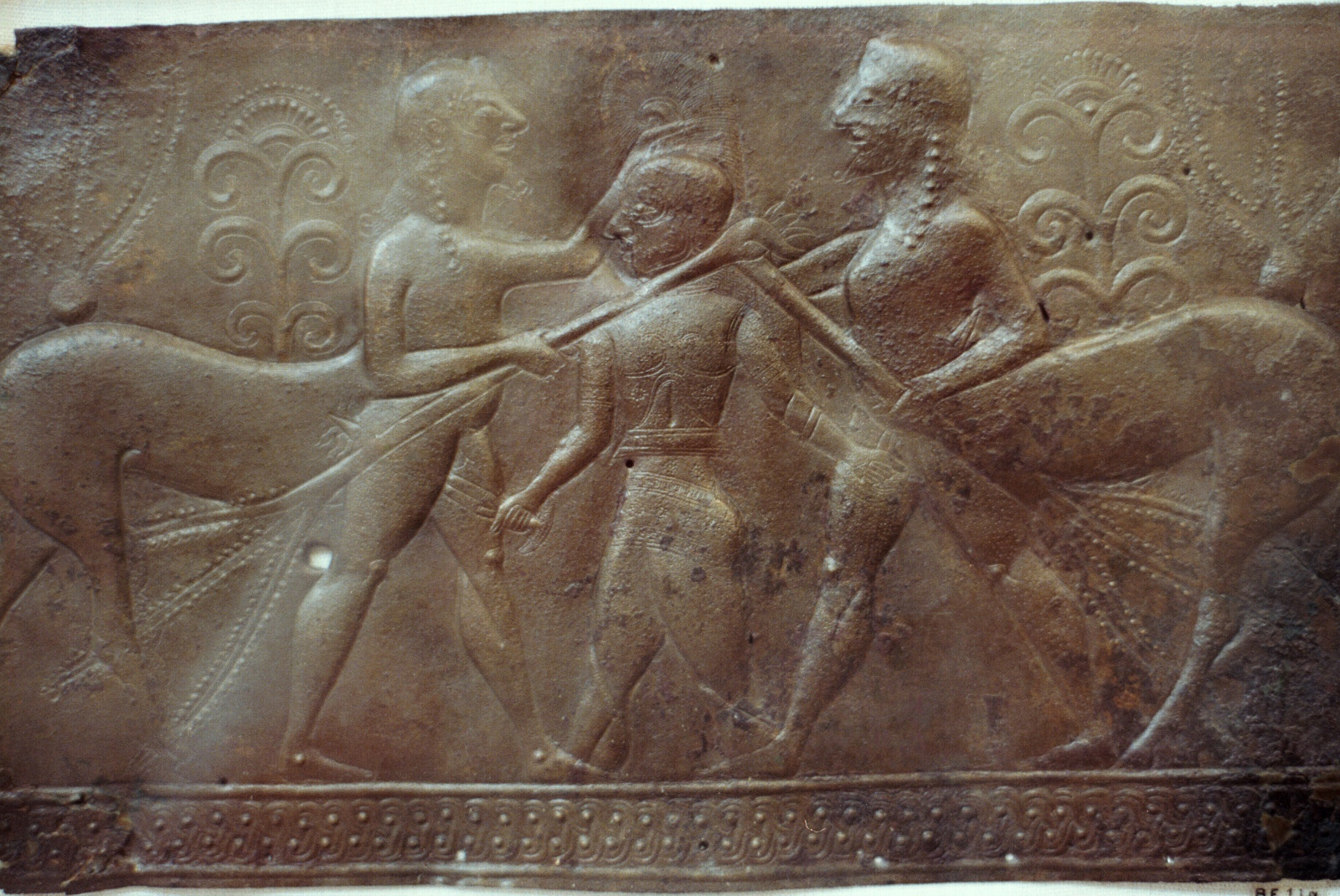
ケンタウロスと戦うカイネウスを描いたブロンズレリーフ 前630年頃 オリンピア考古学博物館（英語版）所蔵
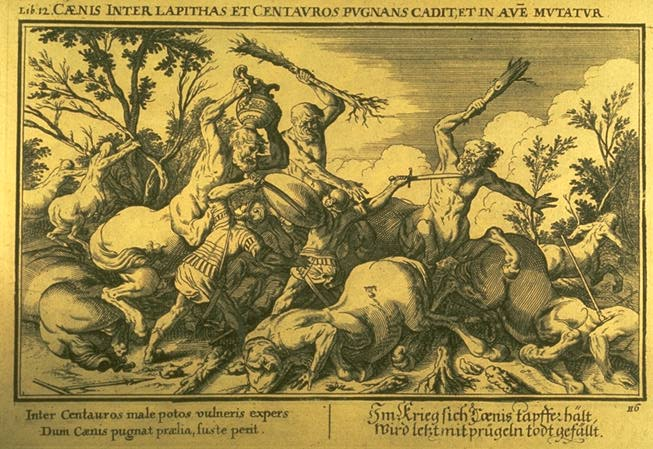
カイネウスとケンタウロス ヨハン・ウィルヘルム・バウアー（英語版）による『変身物語』12巻の挿絵